# San Félix de la Vega
San Félix de la Vega es una localidad del municipio leonés de Riego de la Vega, en la Comunidad Autónoma de Castilla y León. 
La iglesia está dedicada a san Félix.

## Localidades limítrofes
Confina con las siguientes localidades:
- Al este con Posadilla de la Vega.
- Al sureste con Villagarcía de la Vega.
- Al sur con Villarnera de la Vega.
- Al suroeste con Riego de la Vega.
- Al noroeste con Carral y Barrientos.

## Demografía
Evolución de la población
| Gráfica de evolución demográfica de San Félix de la Vega entre 2000 y 2017 |
|                                                                            |
| Población de derecho (2000-2017) según el padrón municipal del INE         |

## Historia
Así se describe a San Félix de la Vega en el tomo X del Diccionario geográfico-estadístico-histórico de España y sus posesiones de Ultramar, obra impulsada por Pascual Madoz a mediados del siglo XIX:

Lugar en la provincia de León (6 leguas), partido judicial de la Bañeza (2), diócesis de Astorga (2), audiencia territorial y capitanía general de Valladolid (22), ayuntamiento de Riego de la Vega. Situado en terreno llano, con libre ventilación y clima saludable, aunque frío, pues no se padecen más enfermedades comunes que algunas tercianas y cuartanas. Tiene 40 casas; escuela de primeras letras durante 4 meses de invierno, dotada con 100 reales y una módica retribución de los 30 niños que la frecuentan; iglesia parroquial (San Feliz) servida por un cura de ingreso y presentación de 2 voces legas; y una fuente de muy buenas aguas para consumo del vecindario. Confina N Posadilla; E Villarnera; S Villagarcía, y O Corral. El terreno es de primera y segunda clase, y le fertilizan las aguas del río Tuerto. Hay algunos árboles de chopo y negrillo, de propiedad particular, y varios prados naturales. Los caminos conducen a los pueblos limítrofes; recibe la correspondencia en Astorga cada individuo de por sí. Producciones: trigo, centeno, cebada, garbanzos, guisantes y linaza; cría ganado vacuno y lanar y alguna pesca. Población: 36 vecinos, 106 almas. Contribución: con el ayuntamiento.
Diccionario geográfico-estadístico-histórico de España y sus posesiones de Ultramar